# 에미 로섬
이매뉴엘 그레이 로섬(영어: Emmanuelle Grey Rossum, 1986년 9월 12일 ~ )은 에미 로섬(Emmy Rossum)이라는 이름으로 알려져 있는 미국의 배우, 감독 및 싱어송라이터이다. 드라마 《쉐임리스》의 피오나 갤러거 역을 연기한 것으로 잘 알려져 있다.
로섬은 《송캐처》(2000년), 《아메리칸 랩소디》(2001년), 《패셔나다》(2002년) 등 영화에 출연했다. 《미스틱 리버》(2003년)에서 맡은 배역으로 더 많은 인지도를 얻었다. 공상과학 영화 《투모로우》(2004)에 출연했고 《오페라의 유령》(2004년)에서 크리스틴 다에 역을 연기하여 비평적 극찬을 받았다. 그 이후로 《포세이돈》(2006년), 《드래곤볼 에볼루션》(2009년), 《데어》(2009년), 《뷰티풀 크리처스》(2013년), 《떠나기 전 해야할 일》(2014년), 《유아 낫 유》(2014년), 《코멧》(2014년)에 출연했다.
2007년에 로섬은 데뷔 음반 Inside Out 을 발매했다. 또한 같은 해에 Carol of the Bells이라는 제목의 크리스마스 EP 앨범을 발매했다. 2013년에 Sentimental Journey라는 앨범을 발매했다.

## 어린 시절
이매뉴엘 그레이 로섬은 1986년 9월 12일 뉴욕시에서 태어났다. 그녀는 기업의 사진가로 일했던 싱글맘 셰릴 로섬 (Cheryl Rossum)의 외동딸이다. 부모님은 어머니가 임신 중이던 2007년에 이혼을 했고, 그녀는 아버지를 두 차례 만났다. 로섬의 어머니는 유대인 (러시아계 유대인 혈통)이고 아버지는 같은 개신교도 (잉글랜드와 네덜란드 혈통)이다. 로섬은 유대인으로서 정체성을 가졌고, 어머니가 자신에게 “유대인이라는 민족성, 도덕성”을 주입시켰다고 말했다. 그녀의 이름은 이름이 애머뉴얼을 가진 증조할머니의 이름을 따 붙여졌다. 그녀는 혼인을 통해서 디자이너 베라 왕과 친척 관계이다 (왕이 로섬의 친척과 결혼했다).
"Happy Birthday"에서 12개 키 모두를 사용한, 로섬은 합창단 감독 엘레나 도리아에 7살 때 선발되며 메트로폴리탄 오페라 아동 합창단에 합류를 환영받았다. 5년간 과정을 밟은 후, 그너는 합창단으로 무대에서 공연했고 플라시도 도밍고, 루차노 파바로티 같은 대가수들과 함께 할 기회를 얻었다. 하룻밤에 5-10 달러를 주는 어느 곳이라면 로섬은 라 보엠, 투란도트 그리고 카네기 홀에서 연출한 파우스트의 겁벌, 한 여름 밤의 꿈 등을 포함한 20여 개의 오페라 공연에서 6개의 언어로 공연을 했다. 그녀는 카르멘에서 프랑코 제피렐리의 지도하에 있기도 했다. 연기에 대한 높은 관심이 뉴욕시의 The New Actor Workshop의 플로 샐런트 그린버그 (Flo Salant Greenberg) 과정을 밟게 했다. 그녀는 연기 코치 테리 크니커보커 (Terry Knickerbocker)의 수업을 들었다.
로섬은 연예계 일을 위해 중퇴하기 전에, 맨해튼에 있는 사립 학교 스펜서 스쿨에 다녔다. 그녀는 스탠퍼드 대학교의 영재 교육 프로그램 (EPGY)이 제공하는 온라인 과정을 통해 15살에 고등학교 졸업증을 받았다. 그녀는 이후 컬럼비아 대학교에 진학하여, 미술사, 프랑스어, 철학을 공부했다.

## 연기 경력
로섬의 텔레비전 데뷔는 일일 연속극 《애즈 더 월드 턴즈》에서 애비게일 윌리엄스 역으로 출연한 1997년 8월이였다. 그녀는 《스눕스》에서 캐럴라인 빌스 역으로 게스트 출연하기도 했다. 로섬은 텔레비전 영화로 제작된 《지니어스》에서 맡은 배역으로 펼친 연기로 1999년 영 아티스트 어워드에 노미네이트되었다. 그후에 ABC의 텔레비전 영화 《오드리 헵번 스토리》 (2000)에서 어린 오드리 헵번 역을 연기했다.
로섬은 2000년 영화 《송캐처》에 애팔레치아 출신 고아 델러디스 슬로컴 역으로 13살 때 영화 데뷔를 했다. 선댄스 영화제에서 첫 공개된 이 영화는 앙상블 연기 부문 특별 배심원상을 수상했다. 여기에서 연기로 로섬은 인디펜던트 스피릿 어워드의 데뷔 최우수 연기상 후보에 올랐고 돌리 파튼과 《송캐처》의 사운드트랙을 듀엣으로 부를 기회를 얻었다. 버라이어티 잡지는 로섬을 2000년에 주목해야할 10인 중 한 명으로 지명했다.
《노라》 (2003)에서 로섬은 꿈 많은 싱어송라이터 주인공 역을 연기했다. 그녀의 첫 메이저 영화 제작사 작품인 클린트 이스트우드의 《미스틱 리버》 (2003)에서, 로섬은 숀 펜이 연기한 영세업자 케이티 마컴의 불운한 운명의 딸 케이티 마컴 역을 연기했다.
로섬은 롤랜드 에머리히의 환경재앙 영화 《투모로우》 (2004)에서 로라 채프먼 역으로 유명해졌다. 그너는 그후에 뉴욕으로 돌아와, 작곡가 앤드루 로이드 웨버의 《오페라의 유령》을 영화로 각색한 동명의 작품의 크리스틴 다에 역을 위해 완전한 복장과 화장을 갖추고, 마지막 오디션을 봤다. 가족 약속 때문에 오디션을 거의 늦을 뻔한 뒤에, 로섬은 뉴욕에 있는 웨버의 집을 직접 찾아가 오디션을 부탁했다. 크리스틴 다에 역으로, 로섬은 골든 글로브상의 뮤지컬 코미디 영화 부문 여우주연상을 수상했다. 그녀는 또한 새턴상 아역 배우 연기상과 더불어 크리킥스 초이스 어워드 신인 여자배우상을 수상했다.

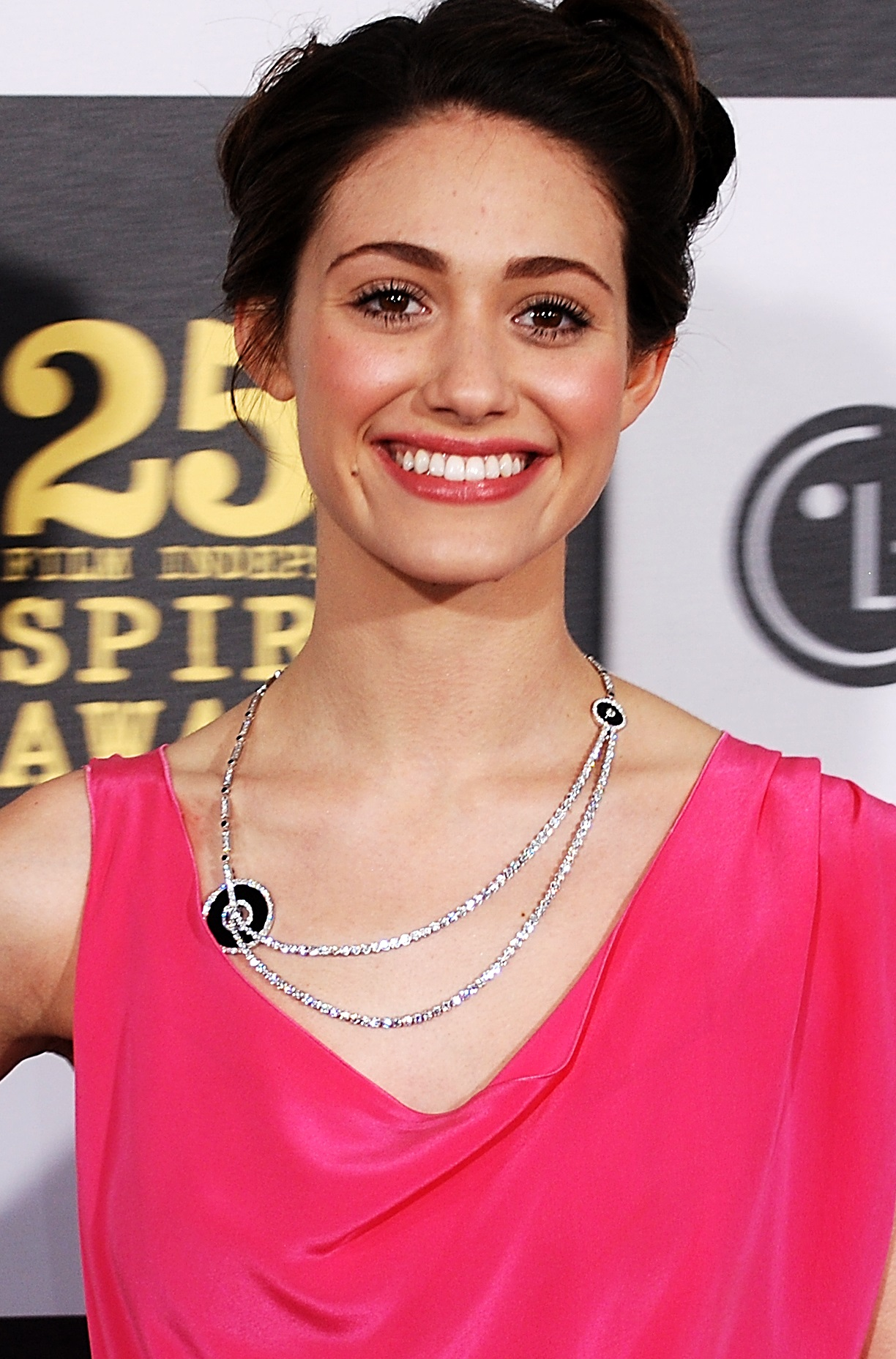
2010년 때 로섬

2006년에 로섬은 재난 영화 《포세이돈 어드벤처》 (1972)를 리메이크한 볼프강 페테르젠의 영화 《포세이돈》에 출연했다. 그녀는 커트 러셀이 맡은 배역의 딸 제니퍼 램지 역을 연기했다. 로섬은 비탄에 빠진 소녀보다는 주도적이고 모든 상황에서 강한 등장인물로 묘사했다. 로섬은 2006년에 윌리엄스타운 연극제에서 진행하는 윌리엄 셰익스피어의 《로미오와 줄리엣》에서 줄리엣 캐퓰릿 역으로 출연했다. 2009년 초에, 로섬은 《드래곤볼 에볼루션》에 출연했다. 다음 대형 스크린 작품은 2009년 선댄스 영화제에 공식 선정작 중 하나였던 독립 영화 《데어》였다. 2009년 11월에 로섬은 어번 아츠 파트너쉽의 수익을 위해 배우, 각본가, 연출자들이 협업으로 제작하고, 24시간 동안 6번의 단막극 공연을 펼치는 브로드웨이의 《24 Hour Plays》에 출연했다. 로섬은 루시 티베르기엥이 연출하는 워런 라이트의 "Daily Bread"에 출연했다.
2009년 12월에 로섬은 영국의 동명의 드라마를 각색한 쇼타임의 코미디 드라마 《쉐임리스》의 출연진으로 합류했다. 이 드라마에는 윌리엄 H. 메이시도 출연했다. 로섬은 어머니가 없는, 큰 편부모 가정에서 동생들의 보호자/어머니의 대리인 역할을 맏이 역을 연기했다. 드라마는 두루 칭찬받은 로섬의 연기와 함께, 만장일치의 극찬을 받았다. 그녀는 시즌 7의 4편의 "I Am a Storm."을 포함한 시즌 7의 방영분 4편으로 연출 데뷔를 이루기도 했다. 2016년 12월에 로섬은 공동 출연하는 메이시와 동일한 임금 요구와 지난 7 시즌 간에 차별받은 봉급을 돌려달라는 요구로 드라마의 제작진들과 계약 문제가 있었으며, 이 문제는 12월이 지나서 해결됐다. 이 소식 이후에, 《셰임리스》는 2017년에 시즌 8의 제작을 알리며 재개되었다. 2018년 8월에 로섬은 피오나 갤러거를 연기한 지 9 시즌만에 《쉐임리스》에서 하차를 알렸다.
2011년 중반에 로섬은 페이스북, 유튜브, 트위터를 포함한 여러 소셜 미디어 플랫폼을 혼합하여, 몇 개의 부분으로 나눠 상영한 온라인 영화이 D. J. 카루소의 사회 영화, 《인사이드》에 출연했다. 다음 해에, 로섬은 동명의 판타지 청소년 소설을 기반으로 한 《뷰티풀 크리처스》에서 리들리를 연기했다. 영화는 상방된 반응과 함께 개봉됐음에도, 로섬의 연기는 비평가와 팬들에게 극찬 받았다. 그녀는 퇴행성 질환 근위축성 측색 경화증를 겪고 있는 케이트를 돌보고 친구가 되는, 신참 간호사 벡 역으로 드라마 영화 《유아 낫 유》에도 출연했다. 2013년 6월 쯤에 로섬은 나중에 자신과 결혼하게 되는, 샘 에스마일이 연출한 독립 로맨틱 코미디 영화 《코멧》에 저스틴 롱의 상대 여주인공 역으로 캐스팅됐다. 그 이후에 그녀는 아카데미상 수상작인 단편 영화 《커퓨》를 바탕으로 한 영화 《비포 아이 디스어피어》에 출연했다.

## 음악 경력
오페라의 유령 출연한 뒤로, 로섬은 클래식 앨범을 녹음하자는 몇 차례 제안을 받았지만, 조금 더 주류 음악인 동시대 풍의 앨범을 제작하기로 하여 거절했다. “저는 이 앨범을 녹음하는 데 영감을 받았는데, 요즘 라디오에서 나오는 것을 듣는 것이 싫어서였어요”라고 비탄했다. "감정적인 정직함이 거의 없거든요." 자신의 음악 스타일에 대해서, 그녀는 “팝 음악이지만, 브리트니 스피어스의 버블검 팝은 아니에요. 저는 데이비드 그레이나 애니 레녹스 같은 느낌을 바랬거든요. 스튜디오에서 하루에 12시간 가량을 있었어요."라고 말했다. 로섬은 자신에게 영향을 준 이들로 세라 매클라클런, 휘트니 휴스턴, 셀린 디옹, 페이스 힐을 언급했다. 로섬의 음반 Inside Out은 스튜어트 브롤리가 제작했다. 2007년 10월 23일에 발매하여, 빌보드 차트 목록 199위를 기록했다. 로섬의 음반 홍보를 위해, 게천 레코드는 2007년 7월 10일에 발매된, 할리우드 레코드의 편집 앨범 Girl Next의 두 번째 볼륨의 일부로 "Slow Me Down"을 넣었다. 그 해 말에, 그녀는 야후의 이번 달의 아티스트 "Who's Next"와 MSN이 선정한 "One to Watch"에 선정됐다. 2007년 12월에, 로섬은 EP 앨범 Carol of the Bells에 세 성탄절 곡을 발매했다. 그 해에 또한 로섬은 인피니언 레이스웨이에서 열린 토요타/세이브 마트 나스카 넥스텔 컵 대회에서 국가를 불렀고 할리우드에 있는 엘 레이 극장에서 열린 페레스 힐턴 최초 행사에서 공연을 했다. 2007년 10월 27일에도 새롭게 지어진 프루덴셜 센터에서 첫 경기이기도 했던, NHL 2007–08 시즌 뉴저지 데블스의 첫 홈경기에서 국가를 불렀다. 그녀는 또한 로스앤젤레스에 그로브에서 열린 성탄절 기념 행사와 조지아주 애틀랜타의 빛나는 대 트리(Lighting of the Great Tree) 행사에서 공연했다.
그녀는 2009년 초, "Traveling Circus and Medicine Show" 투어에서 특별 공연 게스트로서 카운팅 크로우스, 오거스태나, 마이클 프랜티&스피어헤드에 참여했다.
2010년에 로섬은 가수 앨릭스 밴드의 솔로 데뷔 앨범 We've All Been There에 있는 "Cruel One"라는 곡을 불렀다. 해당 곡에서 그녀는 밴드, 샹탈 크레비아주크와 같이 불렀다.
로섬은 2013년 1월 29일에 워너 브로스 레코드 앨범 Sentimental Journey를 발매했다. 그녀가 직접 작사작곡한 곡들이 들어있는 Inside Out와는 다르게, 이번 앨범은 1920년대에서 1960년대의 곡들로 이뤄졌다. Sentimental Journey은 빌보드 차트 최고 순위 92위에 올랐고, 재즈 앨범 부문에서는 1위를 기록했다.
로섬은 자신을 리릭 스포라노로 묘사했고, 자신의 목소리를 여전히 다듬고 있다고 말했다. 그녀는 소프라노 조앤 C. 자작 (Joann C. Zajac)이 운영하는 ZajacStudio에서 보컬 트레이닝을 계속하고 있다.

## 사생활
로섬은 음반 제작 경영진 저스틴 시글 (Justin Siegel)과 2008년 2월 17일에 결혼했지만, 공개적으로는 혼인을 하지 않았다고 밝혔다. 그는 해소될 수 없는 차이를 말하며, 2009년 9월 25일 로스앤젤레스에서 이혼 소송을 제기했고, 2010년 12월 28일에 결국엔 이혼을 했다. 2015년 8월, 로섬은 2년 간의 연애 끝에 각본가/감독 샘 에스마일과 약혼을 했고, 2017년 5월 28일에 혼인했다.
로섬은 글루텐이 포함된 음식을 몸이 받아들이지 못하는 자가면역질환의 일종인 실리악 스프루를 앓고 있다.
로섬은 자신을 ”특별히 종교적인 것은 아니지만, 영적인 사람”라고 했다 묘사했다.

### 자선 활동과 공익 활동
로섬은 YouthAIDS의 홍보대사이다. 2008년, 그녀는 유방암 인식을 높이는데 도움을 주기 위해, 캐릭터 핑크 팬더에 영감을 받아 만들어진 Pinkitude의 대변인으로 계약을 맺었다. 2010년에, 그녀는 Natural Resources Defense Council (NRDC) 활동 기금을 위한 공익 활동에 참여했다. 그녀는 환경 보호와 환경 문제 인식을 위한 기금 모음 행사에 글로벌 그린 USA와 함께 활동했다. 2015년에 로섬은 동물 입양을 장려하는 Best Friends Animal Society 활동을 했다.
2009년 5월 26일, 로섬은 발의안 8을 지지하는 캘리포니아 대법원에 항의하는 캘리포니아 웨스트할리우드에서 일어난 행렬에 참여했다.

## 출연작

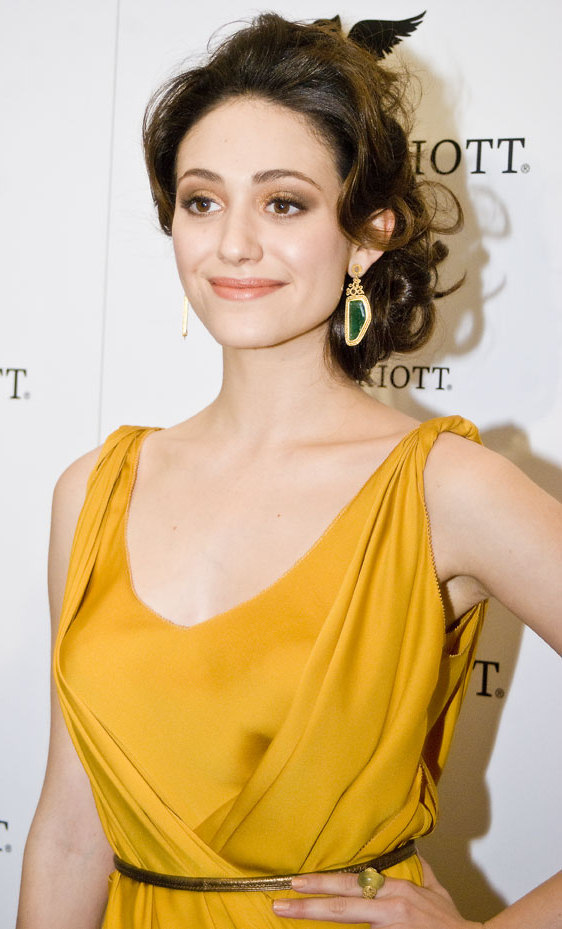
2011년 3월 모습

### 영화
| 연도 | 제목                 | 배역                      | 비고                |
| ---- | -------------------- | ------------------------- | ------------------- |
| 1999 | 지니어스             | 클레어 애디슨             |                     |
| 2000 | 송캐처               | 딜레이디스 슬로컴         |                     |
| 2000 | It Had to Be You     | 소녀                      |                     |
| 2001 | 아메리칸 랩소디      | 실라(15세)                |                     |
| 2001 | 해피 나우?           | 니키 트렌트 / 제니 토머스 |                     |
| 2002 | 패셔나다             | 비키 어몬티               |                     |
| 2003 | 노라                 | 놀라                      |                     |
| 2003 | 미스틱 리버          | 케이티 마컴               |                     |
| 2004 | 투모로우             | 로라 채프먼               |                     |
| 2004 | 오페라의 유령        | 크리스틴 다에             |                     |
| 2006 | 포세이돈             | 제니퍼 램지               |                     |
| 2009 | 드래곤볼 에볼루션    | 부르마                    |                     |
| 2009 | 데어                 | 알렉사 워커               |                     |
| 2011 | 인사이드             | 크리스티나 페라소         |                     |
| 2013 | 뷰티풀 크리처스      | 리들리 듀케인             |                     |
| 2014 | 떠나기 전 해야할 일  | 매기                      |                     |
| 2014 | 코멧                 | 킴벌리                    | 책임프로듀서를 겸함 |
| 2014 | 유아 낫 유           | 벡                        |                     |
| 2018 | 어느 허무명량한 인생 | 캐스린 워커               |                     |
| 2018 | That's Harassment    | 기자                      | 단편 영화           |
| 2019 | 콜드 체이싱          | 킴 대시                   |                     |

### 텔레비전
| 연도      | 제목                | 배역              | 비고                              |
| --------- | ------------------- | ----------------- | --------------------------------- |
| 1996      | Grace & Glorie      | 루앤              | 텔레비전 영화                     |
| 1997      | 애즈 더 월드 턴즈   | 애비게일 윌리엄스 |                                   |
| 1997      | 로 앤 오더          | 앨리슨 마틴       | 에피소드: "Ritual"                |
| 1998      | A Will of Their Own | 어린 시절 세라    | 미니시리즈                        |
| 1998      | Only Love           | 릴리              | 텔레비전 영화                     |
| 1999      | 스눕스              | 캐럴라인 빌스     | 2편                               |
| 1999      | 지니어스            | 클레어 애디슨     | 텔레비전 영화                     |
| 2000      | 오드리 헵번 스토리  | 어린 오드리 헵번  | 텔레비전 영화                     |
| 2001      | 더 프랙티스         | 앨리슨 엘리슨     | 에피소드: "The Candidate"         |
| 2011–2019 | 쉐임리스            | 피오나 갤러거     | 주연; 연출자 (2편)                |
| 2017      | 애니멀 킹덤         | 추후 공개         | 연출자; 에피소드: "Broken Boards" |

## 수상 및 후보
| 연도 | 시상식                          | 부문                                                       | 작품                  | 결과 |
| ---- | ------------------------------- | ---------------------------------------------------------- | --------------------- | ---- |
| 2000 | 영 아티스트 어워드              | 텔레비전 영화 및 파일럿 연기상 부문 – 아역 여우조연상      | 지니어스              | 후보 |
| 2001 | 인디펜던트 스피릿 어워드        | 최우수 데뷔 연기상                                         | 송캐처                | 후보 |
| 2003 | 서킷 커뮤니티상                 | 최우수 앙상블 캐스팅상 (출연진과 공유)                     | 미스틱 리버           | 후보 |
| 2004 | 전미 비평가 위원회              | Best Breakthrough Performance by an Actress                | 오페라의 유령         | 수상 |
| 2005 | 새턴상                          | 아역 배우 부문 연기상                                      | 오페라의 유령         | 수상 |
| 2005 | 방송 영화 비평가 협회상         | 아역 여자배우상                                            | 오페라의 유령         | 수상 |
| 2005 | 골든 글로브상                   | 코미디 뮤지컬 영화 부문 여우주연상                         | 오페라의 유령         | 후보 |
| 2005 | 골드 더비 어워드                | Breakthrough Performance                                   | 오페라의 유령         | 후보 |
| 2005 | 새틀라이트상                    | 코미디 뮤지컬 영화 부문 여우주연상                         | 오페라의 유령         | 후보 |
| 2005 | 영 아티스트 어워드              | Best Performance in a Feature Film – Leading Young Actress | 오페라의 유령         | 수상 |
| 2005 | 국제 온라인 영화상              | Best Breakthrough                                          | 오페라의 유령         | 후보 |
| 2005 | 온라인 영화 비평가 협회         | Best Breakthrough Performance                              | 오페라의 유령         | 후보 |
| 2005 | 온라인 영화 & 텔레비전 협회     | Best Breakthrough Performance: Female                      | 오페라의 유령         | 후보 |
| 2005 | MTV 무비 어워드                 | Breakthrough Female                                        | 투모로우              | 후보 |
| 2009 | 햄턴스 국제 영화제              | Breakthrough Performer (Rising Stars)                      | 데어                  | 수상 |
| 2009 | 새바나 영화제                   | 영 할리우드 어워드                                         | 본인                  | 수상 |
| 2011 | IGN 무비 어워드                 | 텔레비전 여우주연상                                        | 셰임리스              | 후보 |
| 2011 | 온라인 영화 & 텔레비전 협회     | 드라마 부문 여우주연상                                     | 셰임리스              | 후보 |
| 2012 | 크리틱스 초이스 텔레비전 어워드 | 드라마 부문 여우주연상                                     | 셰임리스              | 후보 |
| 2012 | 프리즘상                        | 코미디 드라마 부문 연기상                                  | 셰임리스              | 후보 |
| 2012 | 골드 더비 어워드                | 드라마 여우주연상                                          | 셰임리스              | 후보 |
| 2014 | 크리틱스 초이스 텔레비전 어워드 | 코미디 드라마 여우주연상                                   | 셰임리스              | 후보 |
| 2014 | 골드 더비 어워드                | 드라마 여우주연상                                          | 셰임리스              | 후보 |
| 2014 | 온라인 영화 & 텔레비전 협회     | 코미디 드라마 여우주연상                                   | 셰임리스              | 후보 |
| 2014 | 영 할리우드 어워드              | 팬 선정 인기 여자배우상                                    | 본인                  | 후보 |
| 2014 | 영 할리우드 어워드              | You're So Fancy                                            | 본인                  | 후보 |
| 2014 | 카탈리나 영화제                 | Avalon Award                                               | 본인                  | 수상 |
| 2014 | 노스이스트 영화제               | 여우조연상                                                 | 떠나기 전에 해야할 일 | 수상 |
| 2014 | 새틀라이트상                    | 코미디 뮤지컬 부문 드라마 여우주연상                       | 셰임리스              | 후보 |
| 2016 | 피플스 초이스 어워드            | Favorite Premium Cable TV Actress                          | 셰임리스              | 후보 |

## 음반 목록
틀:BLP unsourced section

### 음반 / EP
| 제목                            | 상세 정보                                                                          | 차트 최고 순위 | 차트 최고 순위 | 차트 최고 순위 |
| 제목                            | 상세 정보                                                                          | US             | US 재즈        | US 뉴 에이지   |
| ------------------------------- | ---------------------------------------------------------------------------------- | -------------- | -------------- | -------------- |
| Inside Out                      | - 발매일: 2007년 10월 23일 - 레이블: 게펀 레코드 - 형태: CD, 디지털 다운로드       | 199            | —              | 2              |
| Carol of the Bells (EP)         | - 발매일: 2007년 11월 27일 - 레이블: 게펀 레코드 - 형태: CD, 디지털 다운로드       | —              | —              | —              |
| Sentimental Journey             | - 발매일: 2013년 1월 29일 - 레이블: 워너 브로스 레코드 - 형태: CD, 디지털 다운로드 | 92             | 1              | —              |
| "—" 차트에 오르지 못함을 나타냄 |                                                                                    |                |                |                |

### 싱글
| 연도 | 제목           | 차트 최고 순위 | 음반                |
| 연도 | 제목           | CAN Digital    | 음반                |
| ---- | -------------- | -------------- | ------------------- |
| 2007 | "Slow Me Down" | 37             | Inside Out          |
| 2012 | "Pretty Paper" | —              | Sentimental Journey |

### 뮤직 비디오
| 연도 | 제목               | 감독                |
| ---- | ------------------ | ------------------- |
| 2007 | "Slow Me Down"     | Thomas Kloss        |
| 2007 | "The Great Divide" |                     |
| 2007 | "Inside Out"       |                     |
| 2007 | "Stay"             |                     |
| 2007 | "Falling"          | Adam Egypt Mortimer |